# Tålebo
Tålebo is een plaats in de gemeente Mönsterås in het landschap Småland en de provincie Kalmar län in Zweden. De plaats heeft 89 inwoners (2005) en een oppervlakte van 36 hectare. Het ligt halverwege Blomstermåla en Mönsterås, op zo'n 5 kilometer van beide plaatsen. Het had tussen 1917 en 1963 een eigen station aan de spoorlijn Mönsterås - Sandbäckshult - Åseda.